# Pseudobixatoides nonveilleri
Pseudobixatoides nonveilleri är en skalbaggsart som först beskrevs av Stefan von Breuning 1975.  Pseudobixatoides nonveilleri ingår i släktet Pseudobixatoides och familjen långhorningar. Inga underarter finns listade i Catalogue of Life.